# Љубо Миљановић
Љубо Миљановић (Врпоље Љубомир, код Требиња, 27. децембар 1912 – Бијело Поље код Мостара, 7. јун 1945) био је учесник Народноослободилачке борбе и народни херој Југославије.

## Биографија
Родио се 27. децембар 1912. у селу Врпоље Љубомир код Требиња у сиромашној сељачкој породици. Од радне младости био је присиљен да ради разне послове. У свом родном месту завршио је основну школу. Након Априлском рата и слома југословенске државе радио је на припреми устанка и у свом место формирао је партизанску чету на чијем челу се налазио. На друму Требиње−Билећа његова чета уништила је усташки батаљон и запленила наоружање.
Постављен је у пролеће 1942. године на место заменика команданта 7. ударног херцеговачког батаљона. Те године је постао и члан Комунистичке партије Југославије. Истакао се у борбама у Трећој непријатељској офанзиви, а крајем маја 1942. године заједно са партизанским јединицама повукао се на Зеленогору где је ушао у састав новоформираног Херцеговачког НОП одреда. Био је учесник у вишедневним борбама које је његов одред заједно са 5. црногорском бригадом водио против четника и италијана како би заштитио болницу на Зеленгори и у покрету према Западној Босни. Формирањем 10. херцеговачке бригаде у августу 1942. године у њен састав улази и чета коју је предводио Љубо. Истакао се у Четвртој непријатељској офанзиви, нарочито у нападу на Прозор и на Рами. Са четом је преживео много борбе и пробио се до Херцеговине где је постављен на дужност команданта батаљона.
Крајем лета 1943. године Љубо је на путу Требиње−Билећа био oпкољен, али је уз енергично командовање и велику борбу успео да се извуче из обруча. У новембру 1943. године формирана је 12. херцеговачка бригада, а он је постао командант 3. батаљона. Од маја 1944. био је заменик, а од новембра 1944. до краја рата командан 12. херцеговачке бригаде. На Кобиљој Глави сукобио се са немачко−усташком колоном која се кретала од Гацка према Билећи и успео да им затвори пут ка овом месту. Командовао је својом јединицом у борбама за ослобођење Кифиног села, Билеће, Дубровника, Метковића, Габеле, Чапљине, Љубишког и Читлука. Његова бригада је у мају 1945. године ушла у састав 3. бригаде КНОЈ-а, а он постао њен командант.
Убијен је у заседи након рата 7. јуна 1945. године у Бијелом Пољу код Мостара, од непријатељских остатака из рата.
Указом председника ФНР Југославије Јосипа Броза Тита, 27. новембара 1953. године, проглашен је за народног хероја.